# Heidi Mark
 (juin 2017).
Si vous disposez d'ouvrages ou d'articles de référence ou si vous connaissez des sites web de qualité traitant du thème abordé ici, merci de compléter l'article en donnant les références utiles à sa vérifiabilité et en les liant à la section « Notes et références ».
Heidi Mark, née le 18 février 1971, est une playmate, top model et actrice américaine. Elle a été la playmate de juillet 1995 dans Playboy.

## Biographie
Elle est d'origine finlandaise. Son père est né à Helsinki. Elle a travaillé dans l'étude de son père.
Le 28 mai 2000 elle a épousé Vince Neil, le chanteur des Mötley Crüe, mais ils ont divorcé au bout de 14 mois le 29 août 2001 pour « incompatibilité d'humeur ».